# Campionati mondiali di bob 1957
I Campionati mondiali di bob 1957, sedicesima edizione della manifestazione organizzata dalla Federazione Internazionale di Bob e Skeleton, si sono disputati a Sankt Moritz, in Svizzera sulla pista Olympia Bobrun St. Moritz–Celerina, il tracciato naturale sul quale si svolsero le competizioni del bob e dello skeleton ai Giochi di Sankt Moritz 1928 e di Sankt Moritz 1948 e le rassegne iridate maschili del 1931, del 1935, del 1937 (limitatamente al bob a quattro), del 1938 e del 1939 (solo bob a due), del 1947 e del 1955 per entrambe le specialità maschili. La località elvetica ha ospitato quindi le competizioni mondiali per la sesta volta nel bob a quattro e per la quinta nel bob a due uomini.
L'edizione ha visto prevalere l'Italia che si aggiudicò una medaglia d'oro e una d'argento sulle sei disponibili in totale, sopravanzando di stretta misura la Svizzera con un oro, lasciando agli Stati Uniti un argento e un bronzo e alla Spagna un bronzo. I titoli sono stati infatti conquistati nel bob a due uomini dagli italiani Eugenio Monti e Renzo Alverà e nel bob a quattro dagli svizzeri Hans Zoller, Hans Theler, Rolf Küderli e Heinz Leu.

## Risultati

### Bob a due uomini
| Pos. | Atleti                        | Nazione     |
| ---- | ----------------------------- | ----------- |
|      | Eugenio Monti Renzo Alverà    | Italia      |
|      | Art Tyler Thomas Butler       | Stati Uniti |
|      | Alfonso de Portago Luis Nuñoz | Spagna      |

### Bob a quattro
| Pos. | Atleti                                                    | Nazione     |
| ---- | --------------------------------------------------------- | ----------- |
|      | Hans Zoller Hans Theler Rolf Küderli Heinz Leu            | Svizzera    |
|      | Eugenio Monti Ferdinando Piani Lino Pierdica Renzo Alverà | Italia      |
|      | Art Tyler John Cole Robert Hagemes Thomas Butler          | Stati Uniti |

## Medagliere
| Posizione | Nazione     | Oro | Argento | Bronzo | Totale |
| --------- | ----------- | --- | ------- | ------ | ------ |
| 1         | Italia      | 1   | 1       | 0      | 2      |
| 2         | Svizzera    | 1   | 0       | 0      | 1      |
| 3         | Stati Uniti | 0   | 1       | 1      | 2      |
| 4         | Spagna      | 0   | 0       | 1      | 1      |
| Totale    | Totale      | 2   | 2       | 2      | 6      |